# Гальято
Гальято, Ґальято (італ. Gagliato, сиц. Gagghiatu) — муніципалітет в Італії, у регіоні Калабрія,  провінція Катандзаро.
Гальято розташоване на відстані близько 500 км на південний схід від Рима, 27 км на південний захід від Катандзаро.
Населення — 516 осіб (2014).
Щорічний фестиваль відбувається 6 грудня. Покровитель — святий Миколай vescovo.

## Демографія
Населення за роками:

Станом на 1 січня 2023 року в муніципалітеті офіційно проживало 12 іноземців з 5 країн, серед них 7 громадян країн Євросоюзу та 1 громадянин України.

## Сусідні муніципалітети
- Аргусто
- Кардінале
- Петрицці
- Сатріано